# وردیکیو
وردیکیو (به اسپانیایی: Verdicio) یک منطقهٔ مسکونی در اسپانیا است که در آستوریاس واقع شده‌است.